# Hibbertia humifusa
Hibbertia humifusa är en tvåhjärtbladig växtart. Hibbertia humifusa ingår i släktet Hibbertia och familjen Dilleniaceae.

## Underarter
Arten delas in i följande underarter:
- H. h. debilis
- H. h. erigens
- H. h. humifusa